# Leonid Varlamov
Leonid Varlamov (russisk: Леони́д Васи́льевич Варла́мов) (født 13. juli 1907 i Gjumri i det Russiske Kejserrige, død 3. september 1962 i Moskva i Sovjetunionen) var en sovjetisk filminstruktør og manuskriptforfatter.

## Filmografi
- Kampen om Stalingrad (Сталинград, 1943)[1][2]